# Pantonyssus suturale
Pantonyssus suturale är en skalbaggsart som beskrevs av Martins och Maria Helena M. Galileo 2003. Pantonyssus suturale ingår i släktet Pantonyssus och familjen långhorningar. Inga underarter finns listade i Catalogue of Life.